# Ino (filha de Cadmo)
Ino, na mitologia grega, foi uma filha de Cadmo e Harmonia, seu avós paternos eram Agenor e Teléfassa e seus avós maternos os deuses olímpicos Ares e Afrodite.
Ino casou-se com Atamante, filho de Éolo e Enarete  e rei da Beócia, com quem teve dois filhos, Learco e Melicertes.
Atamante havia casado antes com Nefele, com quem teve dois filhos, Frixo e Hele. Ino fez um plano contra os filhos de Nefele: na hora da semeadura, ela molhou o trigo, o que fez com que a colheita anual fosse um fracasso. Atamante mandou mensageiros ao Oráculo de Delfos, mas Ino havia instruído os mensageiros a dizer que Frixo deveria ser sacrificado a Zeus. Nefele, que tinha recebido um carneiro com o velo de ouro de Hermes, usou-o para voar para longe, levando Frixo e Hele; Hele, porém, caiu no mar, na região que seria chamada de Helesponto.
Mais tarde, porém, pela ira de Hera, Atamante ficou louco, a matou Learco com uma flecha; Ino jogou-se com seu filho Melicertes no mar.
Atamante foi banido da Beócia e, perguntando ao deus onde devia morar, recebeu do oráculo a instrução que deveria morar onde ele fosse alimentado por animais selvagens; ele encontrou um grupo de lobos devorando ovelhas, mas quando os lobos o viram, fugiram, deixando a sua presa. Atamante se estabeleceu neste lugar, chamou-o de Athamantia, casou-se com Temisto, filha de Hipseu, e teve mais quatro filhos, Leucon, Erythrius, Schoeneus e Ptous.